# قرار مجلس الأمن التابع للأمم المتحدة رقم 141
قرار مجلس الأمن التابع للأمم المتحدة رقم 141، الذي اعتمد بالإجماع في 5 يوليو 1960، بعد النظر في طلب جمهورية الصومال للانضمام إلى عضوية الأمم المتحدة، أوصى المجلس الجمعية العامة بقبول جمهورية الصومال.